# دفينسكوي (مقاطعة أرخانغلسك)
دفينسكوي (بالروسية: Двинской) هي مدينة في مقاطعة أوبلاست أرخانغلسك في روسيا. يبلغ عدد سكانها حوالي 2805 نسمة.